# Robert Middleton
Pour les articles homonymes, voir Robert Middleton (homonymie).
Robert Middleton est un acteur américain né le 13 mai 1911 à Cincinnati dans l'Ohio et mort le 14 juin 1977 à Hollywood en Californie.

## Biographie
Robert Middleton a joué dans beaucoup de séries télévisées, dont, Mission impossible, Destination danger,  Bonanza, Les mystères de l'ouest, Columbo.
Il décède le 14 juin 1977, à l'âge de 66 ans d'une insuffisance cardiaque.

## Filmographie  sélective

### Cinéma
- 1954 : Le Calice d'argent (The Silver Chalice) de Victor Saville : Idbash
- 1955 : Association criminelle (The Big Combo) de Joseph H. Lewis : Capitaine Peterson
- 1955 : La Maison des otages (The Desperate Hours) de William Wyler : Sam Kobish
- 1955 : Le Procès (Trial) de Mark Robson : A.A. 'Fats' Sanders
- 1955 : Le Bouffon du roi (The Court Jester) de Norman Panama et Melvin Frank : Sir Griswold
- 1956 : Le Shérif (The Proud Ones) de Robert D. Webb : Honest John Barrett
- 1956 : Crépuscule sanglant (Red sundown) de Jack Arnold : Rufus Henshaw
- 1956 : La Loi du Seigneur (Friendly Persuasion) de William Wyler : Sam Jordan
- 1956 : Le Cavalier du crépuscule (Love me tender) de Robert D. Webb : Mr. Siringo
- 1957 : Jicop le proscrit (The Lonely Man) de Henry Levin : Ben Ryerson
- 1957 : So Lovely... So Deadly de Will Kohler : Eddie Rocco
- 1957 : La Ronde de l'aube (The Tarnished Angels) de Douglas Sirk : Matt Ord
- 1958 : La Journée des violents (Day of the Badman) de Harry Keller : Charlie Hayes
- 1958 : Le Trésor du pendu (The Law and Jack Wade) de John Sturges : Ortero
- 1958 : No Place to Land (en) d'Albert C. Gannaway (en) : Buck LaVonne
- 1959 : Tiens bon la barre, matelot (Don't Give Up the Ship) de Norman Taurog : Philo Tecumseh Bludde
- 1959 : En lettres de feu (Career) de Joseph Anthony : Robert Kensington
- 1960 : Le Diable dans la peau (Hell Bent for Leather) de George Sherman : Ambrose
- 1961 : Le Roi des imposteurs (The Great Impostor) de Robert Mulligan : R.C. Brown
- 1961 : Le Trésor des sept collines (Gold of the Seven Saints) de Gordon Douglas : Amos Gondora
- 1963 : Les Ranchers du Wyoming (Cattle King) de Tay Garnett : Clay Mathews
- 1964 : For Those Who Think Young (en) de Leslie H. Martinson : Burford Sanford Cronin
- 1966 : Gros coup à Dodge City (A Big Hand for the Little Lady) de Fielder Cook : Dennis Wilcox
- 1970 : Attaque au Cheyenne Club (The Cheyenne Social Club) de Gene Kelly : le barman
- 1970 : Ya ya mon colonel![1]  (Which Way to the Front?) de Jerry Lewis : Colonico
- 1973 : Les anges mangent aussi des fayots (Anche gli angeli mangiano fagioli) d'Enzo Barboni : Angelo
- 1973 : The Harrad Experiment de Ted Post : Sidney Bower
- 1977 : The Lincoln Conspiracy (en) de James L. Conway : Edwin M. Stanton

### Télévision

#### Séries télévisées
- 1951 : Fireside Theatre (en) : Make Believe (saison 3 épisode45)
- 1952 : Les Aventures d'Ellery Queen (The Adventures of Ellery Queen) : Buck Fever (saison 3 épisode 5) :  Tim Hadden
- 1952 : Tales of Tomorrow : Thanksr (saison 1 épisode 46)
- 1953 : Tales of Tomorrow : Another Chance (saison 2 épisode 24) :  Dr. John Borrow
- 1953 : Suspense : The Quarry (saison 5 épisode 18) :  Bill West
- 1953 : Campbell Playhouse (en) : Something for an Empty Briefcase (saison 2 épisode 2) :  Sloane
- 1953 : The Big Story : The Cat (saison 5 épisode 2) :  The Cat
- 1953 : Studio One : Confessions of a Nervous Man (saison 6 épisode 11) :  The Manager
- 1953 : Robert Montgomery Presents (en) : No Visible Means (saison 5 épisode 16)
- 1953 : The Jackie Gleason Show (en) : The Honeymooners: Letter to the Boss (saison 2 épisode 8) :  J.J. Marshall
- 1953 : The Jackie Gleason Show (en) : Finger Man (saison 2 épisode 9) :  Police Chief Brady
- 1953 : The Jackie Gleason Show (en) : Santa and the Bookies (saison 2 épisode 10) :  Police Detective
- 1954 : Man Against Crime (en) : Target with Two T's (saison 5 épisode 19) :  Joseph Merko
- 1954 : The Man Behind the Badge (en) : The Indiana State Prison Story (saison 1 épisode 27) :  Lorenz C. Schmuhl
- 1954 : The Man Behind the Badge (en) : The Case of the Reluctant Flop Artist (saison 1 épisode 51)
- 1954 : Letter to Loretta : Beyond a Reasonable Doubt (saison 2 épisode 6) :  Henry Tremaine
- 1954 : Cavalcade of America (en) : The Great Gamble (saison 3 épisode 2) :  William Harper
- 1955 : Appointment with Adventure (en) : The Secret of Juan Valdez (saison 1 épisode 11)
- 1955 : Climax! : The Dance (saison 1 épisode 30) :  Sheriff
- 1955 : Star Stage (en) : On Trial (saison 1 épisode 3)
- 1955 : Matinee Theatre : Santa is no Saint (saison 1 épisode 39)
- 1955 : Jane Wyman Presents The Fireside Theatre (en) : Big Joe's Comin' Home (saison 1 épisode 18) :  Maggio
- 1955 : General Electric Theater : The Blond Dog (saison 3 épisode 24) :  Lt. Toler
- 1955 : General Electric Theater : A Child Is Born (saison 4 épisode 13) :  Innkeeper
- 1955 : Gunsmoke : Word of Honor (saison 1 épisode 3) :  Jake Worth
- 1956 : Front Row Center : The Morals Squad  (saison 2 épisode 10)
- 1956 : Telephone Time (en) : The Man Who Believed in Fairy Tales (saison 1 épisode 9) :  Heinrich Schliemann
- 1956 : Lux Video Theatre (en) : Flamingo Road (saison 7 épisode 5) :  Titus Semple
- 1956 : Studio 57 : Challenge (saison 3 épisode 12) :  Doyle
- 1956 : General Electric Theater : A Child Is Born (saison 5 épisode 14) :  Innkeeper
- 1956 : Alfred Hitchcock présente : Crack of Doom (saison 2 épisode 9) :  Sam Klinker
- 1956 : Alfred Hitchcock présente : The Better Bargain (saison 2 épisode 11) :  Louis Koster
- 1956 : Kraft Television Theatre (en) : The Girls Who Saw Too Much (saison 9 épisode 47)
- 1956 : Gunsmoke : Dutch George (saison 1 épisode 32) :  Dutch George
- 1957 : On Trial : The Tichborne Claimant (saison 1 épisode 15) :  Tichborne
- 1957 : Alfred Hitchcock présente : The Indestructible Mr. Weems (saison 2 épisode 37) :  Cato Stone
- 1957 : The Walter Winchell File (en) : The Law and Aaron Benjamin (saison 1 épisode 11) :  Aaron Benjamin
- 1957 : Suspicion : Doomsday (saison 1 épisode 12) :  Jim Adams
- 1957 : Playhouse 90 : The Death of Manolete (saison 2 épisode 1) :  Perea
- 1958 : Kraft Television Theatre (en) : Code of the Corner (saison 11 épisode 16) :  Primo
- 1958 : Playhouse 90 : Bitter Heritage (saison 2 épisode 31) :  Luke Crocker
- 1958 : Schlitz Playhouse of Stars : The Town That Slept with the Lights On (saison 7 épisode 33) :  Sheriff Ed Mullen
- 1958 : Bat Masterson : Double Showdown (saison 1 épisode 1) :  Big Keel Roberts
- 1958 : Pursuit : Eagle in a Cage (saison 1 épisode 7)
- 1958 : Disney Parade : Texas John Slaughter (saison 5 épisode 5) :  Frank Davis
- 1958 : Disney Parade : Texas John Slaughter: Ambush in Laredo (saison 5 épisode 7) :  Frank Davis
- 1959 : The Real McCoys (en) : The Politician (saison 3 épisode 11) :  Jim Slade
- 1959 : Aventures dans les île : Le Mirage (Paradise Lost)  (saison 1 épisode 3) :  Howard Bailey
- 1959 : Buick-Electra Playhouse (en) : The Killers (saison 1 épisode 1)
- 1960 : Wichita Town : Bought (saison 1 épisode 15) :  Sam Buhl
- 1960 : La Grande Caravane : The Tom Tuckett Story (saison 3 épisode 21) :  Nat Burkett
- 1960 : The Detectives (en) : Time and Tide (saison 1 épisode 23) :  Big Jim Davis
- 1960 : Wrangler : A Time for Hanging (saison 1 épisode 2) :  Josiah Cunningham
- 1960 : The Tall Man (en) : Garrett and the Kid (saison 1 épisode 1) :  Paul Mason
- 1960 : Les Incorruptibles : Tueur sans gages, 1re partie (The Unhired Assassin, Part 1) (saison 1 épisode 21) :  Mayor Anton J. Cermak
- 1960 : Les Incorruptibles : Tueur sans gages, 2e partie (The Unhired Assassin, Part 2) (saison 1 épisode 22) :  Mayor Anton J. Cermak
- 1960 : Tales of Wells Fargo (en) : Threat of Death (saison 4 épisode 32) :  Kreegar
- 1960 : Tales of Wells Fargo (en) : Leading Citizen (saison 5 épisode 8) :  Bodie Seaton
- 1960 : Bonanza : Mort à l'aube (Death at Dawn) (saison 1 épisode 32) :  Sam Bryant
- 1961 : The Rebel (en) : The Road to Jericho (saison 2 épisode 23) :  Arthur Sutro
- 1961 : The Law and Mr. Jones (en) : Accidental Tourist (saison 1 épisode 24
- 1961 : Zane Grey Theater : Storm Over Eden (saison 5 épisode 28) :  Whitney 'Whit' Gaynor
- 1961 : The Americans : The Inquisitors (saison 1 épisode 17) :  Sen. Benjamin Wade
- 1961 : Les Incorruptibles : Le Chef-d'œuvre (The Masterpiece) (saison 2 épisode 14) :  Mayer Wartel
- 1961 : Les Incorruptibles : Le Roi du champagne (The King of Champagne) (saison 2 épisode 30) :  Barney Loomis
- 1961 : Thriller : The Fingers of Fear (saison 1 épisode 22) :  Ohrback
- 1961 : Thriller : Guillotine (saison 2 épisode 2) :  Monsieur de Paris
- 1961 : The Investigators (en) : De Luca (saison 1 épisode 8) :  John DeLuca
- 1961 : Tales of Wells Fargo (en) : The Diamond Dude (saison 5 épisode 22) :  Bodie Seaton
- 1961 : Tales of Wells Fargo (en) : Man of Another Breed (saison 6 épisode 10) :  Caleb Timmons
- 1961 : Le Gant de velours : I Remember Murder (saison 1 épisode 13) :  Stanley Mannis
- 1961 : Target: The Corruptors (en) : The Million Dollar Dump (saison 1 épisode 1) :  Frank Guido
- 1962 : Target: The Corruptors : The Blind Goddess (saison 1 épisode 28) :  Dolan
- 1962 : Kraft Mystery Theater : Change of Heart (saison 2 épisode 14) :  Duncan MacLain
- 1962 : Gunsmoke : The Hunger (saison 8 épisode 10) :  Dorf
- 1963 : The Eleventh Hour (en) : The Man Who Came Home Late (saison 1 épisode 30) :  Franchi
- 1963 : Perry Mason : The Case of the Witless Witness (saison 6 épisode 28) :  Judge Daniel Redmond
- 1963 : Rawhide : L'homme de la montagne (Incident of the Mountain Man) (saison 5 épisode 17) :  Josh Green
- 1963 : Rawhide : Le vagabond (Incident of the Travelin' Man) (saison 6 épisode 4) :  Matt Harger
- 1964 : East Side/West Side : The Beatnik and the Politician (saison 1 épisode 15) :  Frank D'Angelo
- 1964 : The Rogues (en) : The Project Man (saison 1 épisode 7) :  Mayor Ed Bramlette
- 1964 : Rawhide : Deadhorse (partie 1) (Incident at Deadhorse pt. 1)  (saison 6 épisode 27) :  Judge John Jefferson Hogan
- 1964 : Bonanza : Le roi de la montagne (King of the Mountain) (saison 5 épisode 21) :  Grizzly Martingale
- 1965 : Disney Parade : The Adventures of Gallegher: Part 2 (saison 11 épisode 16) :  Dutch Mac
- 1965 : Vacation Playhouse (en) : Alec Tate (saison 3 épisode 2) :  Homer Ferguson
- 1965 : Rawhide : La guerre de Buford (Incident of Brush War at Buford)  (saison 8 épisode 11) :  Duke Aberdeen
- 1965 : L'Homme à la Rolls : Who Killed the Strangler? (saison 2 épisode 16) :  Ezekiel Kindworth aka 'Rocky Mountain'
- 1965 : L'Homme à la Rolls : Who Killed the Man on the White Horse? (saison 2 épisode 22) :  Ragnar Windsor
- 1966 : L'Homme à la Rolls : Terror in a Tiny Town: Part 1 (saison 3 épisode 16) :  Jed Hawkes
- 1966 : L'Homme à la Rolls : Terror in a Tiny Town: Part 2 (saison 3 épisode 17) :  Jed Hawkes
- 1966 : Les Mystères de l'Ouest :  La Nuit orientale (saison 1 épisode 18) :  Emir El Emid
- 1966 : Daniel Boone : The Gun (saison 2 épisode 20) :  Simon Brasher
- 1966 : Les Monroe : Truth Has No Family (saison 1 épisode 6) :  Barney Wales
- 1966 : Les Monroe : Ordeal by Hope (saison 1 épisode 7) :  Barney Wales
- 1966 : Les Monroe : Silent Night, Deadly Night (saison 1 épisode 12) :  Barney Wales
- 1966 : Les Monroe : Range War (saison 1 épisode 15) :  Barney Wales
- 1967 : Les Monroe : Mark of Death (saison 1 épisode 17) :  Barney Wales
- 1967 : Les Monroe : To Break a Colt (saison 1 épisode 18) :  Barney Wales
- 1967 : Bonanza : La fièvre de l'or (The Greedy Ones) (saison 8 épisode 34) :  C.J. Shasta
- 1967 : La Grande Vallée : Down Shadow Street (saison 2 épisode 19) :  Judge George Tyrone
- 1968 : La Grande Vallée : Rimfire (saison 3 épisode 22) :  Sidney Glover
- 1970 : Max la Menace : I Am Curiously Yellow (saison 5 épisode 26) :  The Whip
- 1971 : Opération Danger : The Bounty Hunter (saison 2 épisode 12) :  Grayson
- 1972 : Opération Danger : Don't Get Mad, Get Even (saison 2 épisode 21) :  Verle Wheelwright
- 1972 : Mission impossible : Le Prix du silence (Underground) (saison 7 épisode 7) :  Clavering
- 1973 : Mannix : L'homme de nulle part (The Man Who Wasn't There) (saison 6 épisode 16) :  Jake Coryell
- 1973 : Un shérif à New York : The Million Dollar Round Up (saison 3 épisode 5) :  Elliott Jason
- 1973 : Columbo :  Subconscient (saison 3 épisode 4) :  Vic Norris
- 1974 : Kung Fu : Le Grand Amour de Chen Yi (The Passion of Chen Yi) (saison 2 épisode 19) :  Marshal Ford
- 1977 : Hunter : Yesterday, Upon the Stair (saison 1 épisode 9)

#### Téléfilms
- 1958 : Bitter Heritage (en) de Paul Wendkos : Luke Crocker
- 1959 : The Fat Man: The Thirty-Two Friends of Gina Lardelli  de Joseph H. Lewis : Lucius Crane
- 1961 : Witchcraft de Harold Young : Martin Plomb
- 1971 : Company of Killers de Jerry Thorpe : Owen Brady
- 1972 : Fair Play de James A. Sullivan : Jova Purvis
- 1974 : Remember When de Buzz Kulik : Kraus, the Butcher
- 1974 : Le Signe de Zorro de Don McDougall : Don Luis Quintero